# Marc Claasen
Marc Claasen (* 1975 in München) ist ein deutscher Sänger im Genre Crossover und deutscher Schlager.
Claasen wuchs in München auf und sang seit seinen Kindertagen im Kirchenchor.  Sein Gesangstalent als Solist wurde von seinem Chorleiter entdeckt. 1991 wurde er im Alter von 16 Jahren Student im klassischen Fach am Richard-Strauss-Konservatorium in München. An der Hochschule für Musik München wurde Marc Claasen im Sologesang ausgebildet. Sein Debüt gab er in der Hauptrolle der Oper Orpheus am Jungen Theater Göttingen. Nach einer Begegnung mit Thomas Quasthoff studierte Claasen weitere sieben Jahre in Hannover bei den Gesangslehrern Charlotte Lehmann und Ernst Huber von Contwig, ehe er dann als freischaffender Sänger in zahlreichen Opern und Operetten auftrat. Er war als Solist auf Weihnachtstournee mit dem Ensemble „Blechschaden“ der Münchner Philharmoniker und trat u. a. in der Meistersingerhalle Nürnberg und in der Liederhalle Stuttgart auf.
Zu Claasens Repertoire gehören Kirchengesang, Oratorien, Gospel sowie Liederabende wie beispielsweise Schuberts Winterreise und Schumanns Dichterliebe. Im Oktober 2009 erschien sein Debüt-Album mit dem Titel Der große Traum bei Warner. In der ARD-Show Das Herbstfest der Volksmusik, aus der Erdgas Arena in Riesa, stellte er im Oktober 2009 auch die Single-Auskopplung Der große Traum seines ersten Albums vor.

## Einzelbelege
1. 1 2 3 4 5 6  Marc Claasen (Memento vom 18. Oktober 2009 im Internet Archive) Vita (Stand: 2009) bei MySchlager.de. Abgerufen am 9. Juli 2016.
2. ↑  Marc Claasen Vita bei DEAG Music. Abgerufen am 9. Juli 2016
3. ↑  Der große Traum (2009) Eintrag; CD-Lexikon. Abgerufen am 9. Juli 2016
4. ↑  Marc Claasen - Der grosse Traum 2009 Live-Mitschnitt aus der ARD-Show Das Herbstfest der Volksmusik bei YouTube. Abgerufen am 9. Juli 2016
5. ↑  Marc Claasen - Florian Silbereisen präsentierte "Das Herbstfest der Volksmusik" am 17.10.2009 aus der erdgas Arena in Riesa. Foto des Auftritts bei Jäntsch Promotion. Abgerufen am 9. Juli 2016

| Personendaten    | Personendaten                                               |
| ---------------- | ----------------------------------------------------------- |
| NAME             | Claasen, Marc                                               |
| KURZBESCHREIBUNG | deutscher Sänger im Genre Cross-over und deutscher Schlager |
| GEBURTSDATUM     | 1975                                                        |
| GEBURTSORT       | München, Deutschland                                        |